# Tarakhaini
Tarakhaini is een bestuurslaag in het regentschap Gunungsitoli van de provincie Noord-Sumatra, Indonesië. Tarakhaini telt 528 inwoners (volkstelling 2010).